# Sankt Olai Sogn (Helsingør)
 For alternative betydninger, se Sankt Olai Sogn. (Se også artikler, som begynder med Sankt Olai Sogn)
Sankt Olai Sogn (Helsingør Domsogn) er et sogn i Helsingør Domprovsti (Helsingør Stift).
Sankt Olai Sogn lå i Helsingør Købstad, som geografisk hørte til Lynge-Kronborg Herred i Frederiksborg Amt og blev kernen i Helsingør Kommune ved kommunalreformen i 1970.
I Sankt Olai Sogn ligger Helsingørs domkirke Sankt Olai Kirke. Vestervang Kirke blev indviet i 1966. Allerede i 1958 var Vestervang Sogn udskilt fra Sankt Olai Sogn. 
Sthens Kirke blev indviet i 1983. Allerede 1. december 1977 var Sthens Sogn udskilt fra Sankt Olai Sogn og Egebæksvang Sogn.